# Blindslak
De blindslak (Cecilioides acicula) is een slakkensoort uit de familie van de Ferussaciidae. De wetenschappelijke naam van de soort werd in 1774 voor het eerst geldig gepubliceerd door Otto Friedrich Müller. Het is een kleine slak die bijna uitsluitend in de grond leeft en blind is.

## Kenmerken
Het slakkenhuisje is lang, slank en vrij klein (4,5 tot 5,5 mm hoog en 1,2 tot 1,4 mm breed). De top is stomp afgerond. Het heeft 5,5 licht gebogen, regelmatig toenemende windingen. De zijlijn is daardoor nagenoeg recht. De huid is erg dun, glad en glanzend, doorschijnend tot transparant glasachtig wit. Alleen lege omhulsels worden na verloop van tijd witachtig ondoorzichtig. De mondopening is spits en in de lengte ovaal; het bereikt ongeveer een derde van de totale hoogte van het huisje. De mondrand is niet verdikt of omgeslagen. Het zachte lichaam is geelachtig wit en doorschijnend. De dieren kunnen zich volledig terugtrekken in het huisje.

## Voortplanting
De paring vindt eind mei plaats, waarna het leggen van de eieren begin juni begint. De dieren leggen meestal een paar, zeer grote, kalkhoudende, bolvormige eieren die een diameter van 0,75 mm kunnen bereiken, een verbazingwekkende grootte voor zo'n klein dier. De eieren worden afzonderlijk gelegd, er worden in totaal slechts zo'n 11 tot 13 eieren geproduceerd, waaruit de jonge slakken na enkele dagen uitkomen (ovoviviparie).

## Voorkomen en manier van leven
De blinde slak is vrij algemeen in Zuid-, Midden- en Oost-Europa, maar nooit in grote aantallen. In het noorden strekt het verspreidingsgebied zich uit tot Zuid-Scandinavië en Noord-Engeland. Bekend uit grote delen van Nederland, behalve de Wadden. In Zwitserland werd de soort gevonden tot 1800 meter hoogte. Ondertussen is ze ook getransporteerd naar Bermuda, Noord-Amerika, Mexico en Nieuw-Zeeland. De dieren leven ondergronds in wormgangen en in puinvelden, spleten en grotten tot een diepte van ongeveer 40 cm, zelden tot 70 cm en meer. Lege huisjes zijn regelmatig te vinden onder graszoden en in molshopen, langs hellingen en in de strooisellaag. Deze slakken voeden zich met schimmels.